# الدوري السويدي الدرجة الثانية 1963
الدوري السويدي الدرجة الثانية 1963 (بالسويدية: Division II i fotboll 1963)‏ هو موسم من الدوري السويدي الدرجة الثانية. فاز فيه نادي سوندسفال ‏.